# Appellationsgericht Halberstadt
Das Appellationsgericht Halberstadt war zwischen 1849 und 1879 ein preußisches Appellationsgericht mit Sitz in Halberstadt.

## Geschichte
Die „Verordnung über die Aufhebung der Privatgerichtsbarkeit und des eximirten Gerichtsstandes, sowie über die anderweitige Organisation der Gerichte“ vom 2. Januar 1849 hob dann auch die Patrimonialgerichtsbarkeit auf. Gleichzeitig wurde das Appellationsgericht Halberstadt geschaffen. Dem Appellationsgericht Halberstadt waren die Kreisgerichte nachgelagert, die grundsätzlich je Landkreis eingerichtet wurden. Dem Appellationsgericht Halberstadt war das Oberappellationsgericht Berlin übergeordnet.
Mit den Reichsjustizgesetzen wurden die Gerichte im Deutschen Reich vereinheitlicht. Das Appellationsgericht Halberstadt wurde 1879 aufgehoben. Neu eingerichtet wurde nun das Landgericht Halberstadt im Bezirk des Oberlandesgerichtes Naumburg. 

## Sprengel
Der Sprengel des Appellationsgerichtes Halberstadt umfasste die Kreise Aschersleben, Halberstadt und Oschersleben sowie die Grafschaft Wernigerode aus dem Regierungsbezirk Magdeburg und die Kreise Heiligenstadt, Mühlhausen, Nordhausen und Worbis und einen Teil des Mansfelder Gebirgskreises im Regierungsbezirk Merseburg. Es bestanden dort 6 Kreisgerichte in 2 Schwurgerichtsbezirken.
| Kreisgericht               | Sitz          | Schwurgerichtsbezirk | Gerichtskommissionen                                                                              |
| -------------------------- | ------------- | -------------------- | ------------------------------------------------------------------------------------------------- |
| Kreisgericht Halberstadt   | Halberstadt   | Halberstadt          | Gerichtsdeputation in Osterwieck und Wernigerode, Gerichtskommissionen in Gröningen, Oschersleben |
| Kreisgericht Heiligenstadt | Heiligenstadt | Heiligenstadt        | Gerichtskommission in Dingelstedt                                                                 |
| Kreisgericht Mühlhausen    | Mühlhausen    | Heiligenstadt        | Gerichtskommission in Treffurt                                                                    |
| Kreisgericht Nordhausen    | Nordhausen    | Heiligenstadt        | Gerichtskommissionen in Benneckenstein, Bleicherode, Ellrich, Sachsa                              |
| Kreisgericht Quedlinburg   | Quedlinburg   | Halberstadt          | Gerichtsdeputation in Aschersleben, Gerichtskommission in Ermsleben                               |
| Kreisgericht Worbis        | Worbis        | Halberstadt          | Gerichtskommission in Großbodungen                                                                |

## Richter
- Karl Anton Maerker (Präsident)
- Hermann von Schelling (Präsident 1874–1875)
- Heinrich Otto Wilhelm Eltester (Präsident 1875–1879)